# Mission (Kansas)
Mission es una ciudad situada en el condado de Johnson, Kansas, Estados Unidos. Tiene una población estimada, a mediados de 2021, de 9864 habitantes.
Es parte del área metropolitana de Kansas City.

## Geografía
La localidad está ubicada en las coordenadas 39°1′36″N 94°39′25″O / 39.02667, -94.65694 (39.026774, -94.656962).

## Demografía
Según la Oficina del Censo, en 2000 los ingresos medios de los hogares de la localidad eran de $42,298 y los ingresos medios de las familias eran de $59,328. Los hombres tenían ingresos medios por $37,544 frente a los $30,647 que percibían las mujeres. Los ingresos per cápita para la localidad eran de $27,870. Alrededor del 6.6% de la población estaba por debajo del umbral de pobreza.
De acuerdo con la estimación 2017-2021 de la Oficina del Censo, los ingresos medios de los hogares de la localidad son de $68,859 y los ingresos medios de las familias son de $91,250. Los ingresos per cápita en los últimos doce meses, medidos en dólares de 2021, son de $41,746. Alrededor del 11.0% de la población está por debajo del umbral de pobreza.